# 韋斯·伯恩斯
韋斯·伯恩斯（英語：Wes Burns；1994年11月23日—）是一位威爾士足球運動員。在場上的位置是前鋒。現效力於英格蘭足球冠軍聯賽球隊葉士域治。威爾斯足球代表隊成員。

## 外部連結
- 足球数据库：韋斯·伯恩斯的球员统计数据
- Bristol City profile （页面存档备份，存于）